# Kompositör

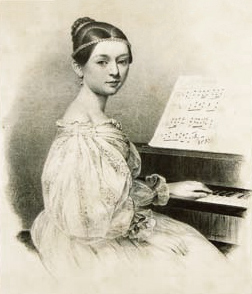
Den tyska kompositören Clara Schumann, 1835.

Kompositör, komponist eller tonsättare är titlar för en person som komponerar musik.
Tonsättare är i svenskt språkbruk den vanligaste beteckningen för en skapande konstnär vars huvuduppgift är att komponera. För yrkestonsättare i Sverige finns Föreningen svenska tonsättare (FST). Komponist är ursprungligen synonymt med tonsättare, men används också framför allt inom musikstilar som inte innebär att "toner sätts", till exempel elektronisk musik. Skapare av populärmusik kallas även låtskrivare.